# Épreuves (film, 1936)
Pour plus de détails, voir Fiche technique et Distribution.
Épreuves (Next Time We Love) est un film américain réalisé par Edward H. Griffith], sorti en 1936.

## Synopsis
À la fin des années 1920, Cicely Hunt abandonne ses études pour épouser Christopher Tyler. Pour les aider à joindre les deux bouts, Tommy Abbott, un ami de Christopher, aide Cicely à trouver du travail dans le théâtre, pendant que Christopher travaille comme journaliste. Mais au fur et à mesure des années, ils vont devoir faire des choix, entre la carrière de Cicely et les affectations de Christopher à l'étranger.

## Fiche technique
- Titre original : Next Time We Love
- Titre français : Épreuves
- Titre anglais : Next Time We Live
- Réalisation : Edward H. Griffith
- Scénario : Melville Baker (en), d'après le roman Next Time We Live[1] d'Ursula Parrott (en)
- Contribution au scénario : Gordon Daviot, Doris Anderson, Preston Sturges, Rose Franken (en)
- Direction artistique : Charles D. Hall
- Costumes : Vera West, Edward Brymer
- Photographie : Joseph Valentine
- Son : Gilbert Kurland (en)
- Montage : Ted Kent
- Musique : Franz Waxman
- Production : Paul Kohner
- Production déléguée : Fred S. Meyer
- Société de production : Universal Pictures
- Société de distribution : Universal Pictures
- Pays de production :  États-Unis
- Langue originale : anglais
- Format : noir et blanc — 35 mm — 1,37:1 — son Mono (Western Electric Noiseless Recording Sound System)
- Genre : drame
- Durée : 87 minutes
- Dates de sortie : 
  - États-Unis : 27 janvier 1936
  - France: 26 mars 1937

## Distribution
- Margaret Sullavan (VF : Mony Dalmès) : Cicely Hunt
- James Stewart (VF : René Dary) : Christopher Tyler
- Ray Milland : Tommy Abbott
- Grant Mitchell : Michael Jennings
- Robert McWade : Frank Carteret
- Anna Demetrio : Mme Donato
- Ronnie Cosby : Kit, à 8 ans
- Emmett Vogan (non crédité) : le barman